# Santa Maria de Vallclara
Santa Maria de Vallclara és una església catalogada com a monument i protegida com a monument del municipi de Vilanova de Sau (Osona) inclòs en l'Inventari del Patrimoni Arquitectònic de Catalunya.

## Descripció
És una capella amb la nau orientada a llevant i presenta una llargada desmesurada. Als murs podem observar les diferents etapes constructives. El portal es troba al mur de migdia, s'hi accedeix mitjançant graons, el portal és d'arc de mig punt, amb motllura i està emmarcat seguint una forma rectangular amb trencaaigües al damunt i pilastres als costats. A ponent observem unes dovelles que indiquen l'existència d'una antiga obertura, possiblement, una porta la qual està situada a un metre del sòl. A la part esquerra, assentat damunt el desnivell de la teulada, s'aixeca el campanar d'espadanya. L'estat de conservació és bo.

## Història
La capella donà nom a aquest sector de les Guilleries. La trobem documentada d'ençà del 1166. Fou una mena de monestir, al s. XVIII estava a cura d'un sacerdot beneficiat i algunes Deodonades. Durant els s. XIV-XV en tenia cura un monjo del monestir de Sant Pere de Casserres. El 1433 i després d'un plet els fou reconeguda la propietat al rector de Sant Andreu de Bancells, el qual en tingué cura de la junta amb dos obrers de la parròquia. L'edifici fou reformat totalment el 1729, i l'any 1936 fou profanat i recentment s'ha restaurat construint la teulada de nou. També s'hi ha construït unes escales que menen al temple. Les reformes s'han fet arran de la urbanització establerta en un pla damunt l'església: Vall Clara.